# Phrynidius armatus
Phrynidius armatus är en skalbaggsart som beskrevs av Linsley 1933. Phrynidius armatus ingår i släktet Phrynidius och familjen långhorningar.
Artens utbredningsområde är Guatemala. Inga underarter finns listade i Catalogue of Life.